# Hostatgeria

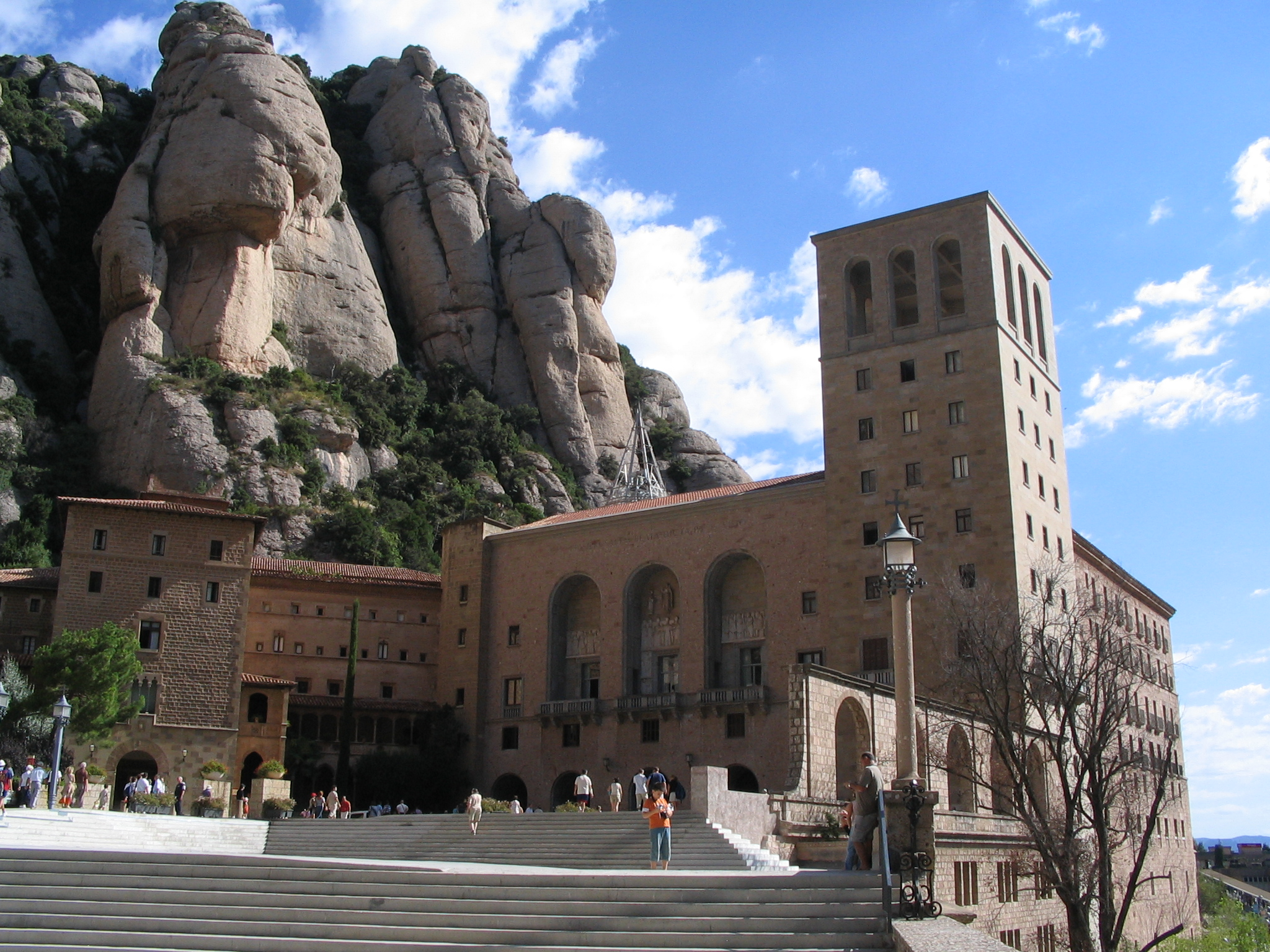
El Santuari de Montserrat té un servei d'hostatgeria.

Una hostatgeria és un edifici hostaler relacionat amb les cases d'allotjament per pelegrins, o les habitacions destinades a les comunitats religioses per acollir hostes. En l'actualitat poden denominar-se així diversos establiments gestionats per persones particulars, institucions o empreses.
Es poden diferenciar diversos tipus d'establiments amb aquesta denominació com les hostatgeries reals, les d'àmbit religiós, les turístiques estatals, les turístiques particulars i les hostatgeries de la mar o servei d' allotjament «per a marins que es troben en trànsit, tant en els ports com a bord de vaixells».

## Història
A Europa, el model de l'hostatgeria apareix unit a la primitiva xarxa de serveis del Camí de Sant Jaume. Un dels exemples monumentals d'aquest capítol de la Història és Sant Marc, a Lleó, hospital per refugi dels pelegrins. Amb el descobriment d'Amèrica, es crea a Sevilla el precedent de les actuals hostatgeries de la mar, amb la fundació al voltant de 1505 de l'Hospedería d'Índies a sud de la Casa Gran, dissenyada perquè s'allotjaren els frares que es trobaven a la ciutat esperant la sortida de la seva flota cap a Amèrica o Filipines, especialment actiu en els segles xvi i xvii
Des de finals de segle xx l'esperit renovat i essencialment modificat de les hostatgeries s'ha anat incorporant al turisme, com una oferta més d'allotjament, i cobrint gairebé tot l'espectre econòmic, des de la modesta hostatgeria rural, bé religiosa o seglar, fins a les trucades hostatgeries reals de la més alta categoria. No sempre es tracta d'antigues hostatgeries en el seu origen, barrejant-els monestirs medievals, amb antics palaus, convents, casalots o altres edificis d'arquitectura tradicional o popular. Sí coincideixen gairebé totes les fonts en l'aplicada tasca de rehabilitació arquitectònica, com -per citar tres exemples gairebé a l'atzar- en els espais dedicats a hostatgeria de l'monestir de Rueda, a 70 quilòmetres de Saragossa, el monestir del Paular a la serra del Guadarrama, o el monestir de Tejeda, a la província de Conca.
En el segle xxi gairebé totes les institucions catòliques que tenen edifici exploten un model de turisme de descans, posant a disposició dels possibles hostes un tipus d'allotjament en convivència amb les comunitats religioses, tot i que apartats dels monjos i monges de clausura i sotmesos a una selecció prèvia. S'han ofert xifres d'establiments d'aquest sector treballant en l'oferta d'hostatgeria que sobrepassen el centenar de monestirs i convents dels més de 800 que hi ha actualment a Espanya.